# Contea di Washita
La contea di Washita (in inglese Washita County) è una contea dello Stato dell'Oklahoma, negli Stati Uniti. La popolazione al censimento del 2000 era di 11 508 abitanti. Il capoluogo di contea è New Cordell.